# Pedro Arozarena
Pedro Arozarena Redín (n. Pamplona, Navarra, 24 de febrero de 1966) es un exfutbolista español que se desempeñaba como defensor.

## Clubes
| Club              | País   | Año         |
| ----------------- | ------ | ----------- |
| CA Osasuna        | España | 1984 - 1990 |
| CD Castellón      | España | 1990 - 1991 |
| CA Osasuna        | España | 1991 - 1994 |
| Atlético Marbella | España | 1994 - 1996 |